# Георги Пеев (футболист)
Георги Иванов Пеев е бивш български футболист, полузащитник.

## Кариера
Пеев започва кариерата си софийския Локомотив. Той прави официалния си дебют за отбора в мач срещу Литекс на 8 август 1998. Той влиза като резерва и играе 13 минути. На 5 декември 1998 вкарва първия си гол в професионалния футбол срещу Спартак (Варна) в 10-ата минута от срещата. Когато Пеев е на 21 години, той е открит от мениджърът на Динамо Киев – Валери Лобановски и подписва договор на стойност 2,5 милиона евро. Той е играл и за ФК Днипро. През 2007 Пеев се мести в Русия за да подпише с ФК Амкар Перм. Там той има двама български съотборници – Мартин Кушев и Захари Сираков. През 2008 той е избран за любимец на публиката на руското първенство и получава рядък револвер от 1936 г., използван от Червената армия.

## Международна кариера
Десният полузащитник, известен със своята бързина, е част от българския отбор за Евро 2004. Между 1999 и 2007, Пеев участва в повече от 40 мача за националния отбор на България. На 10 май 2010, след поредицата му силни изяви за клубния му отбор, Пеев е повикан в националния за приятелската среща срещу Белгия. На 27 март 2011, Георги обявява оттеглянето си от международния футбол.

## Личен живот
Има три деца, две дъщери Ванеса и Адриана от бившата си жена Боряна и син на име Георги от настоящата си жена Цветелина.

## Успехи
- Динамо Киев
  - Украинска Премиер Лига (3): 2001, 2003, 2004
  - Купа на Украйна (2): 2003, 2005
  - Украинска Супер Купа (1): 2004

## Статистика по сезони
- Локомотив (Сф) – 1998/пр. - А група, 2/0
- Локомотив (Сф) – 1998/99 – А група, 19/1
- Локомотив (Сф) – 1999/00 – А група, 25/8
- Локомотив (Сф) – 2000/ес. - А група, 13/5
- Динамо – 2001/пр. - Украинска Премиер Лига, 13/1
- Динамо – 2001/02 – Украинска Премиер Лига, 25/6
- Динамо – 2002/03 – Украинска Премиер Лига, 22/1
- Динамо – 2003/04 – Украинска Премиер Лига, 10/1
- Динамо – 2004/05 – Украинска Премиер Лига, 11/1
- Динамо – 2005/ес. - Украинска Премиер Лига, 4/1
- Днипро – 2006/пр. - Украинска Премиер Лига, 10/1
- Амкар – 2007 – Руска Премиер Лига, 29/2
- Амкар – 2008 – Руска Премиер Лига, 30/4
- Амкар – 2009 – Руска Премиер Лига, 28/2
- Амкар – 2010 – Руска Премиер Лига, 23/4
- Амкар – 2011 – Руска Премиер Лига, 38/4
- Амкар – 2012 – Руска Премиер Лига, 24/5